# Бетюн-Шаро, Луи де
Герцог Луи де Бетюн-Шаро (фр. Louis de Béthune-Charost; 5 февраля 1605, Париж — 20 марта 1681) — французский военный деятель.

## Биография
Младший сын Филиппа де Бетюна, графа де Сель и де Шаро, и Катрин Ла-Бутейе де Санлис, племянник герцога Сюлли.
Его крестным отцом был дофин Людовик, а крестной матерью Элизабет Французская.
Первоначально был известен, как граф де Шаро. Свои первые кампании проделал в Голландии в полку де Отрива. К концу года стал прапорщиком, затем капитаном роты.
19 сентября 1627 стал кампмейстером Пикардийского полка, после отставки графа д'Орваля. Участвовал в осадах Ла-Рошели и Прива.
Во время войны за Мантуанское наследство участвовал в атаке Сузского перевала, прорыве испанской осады Казале, взятии Прива и Але в 1629 году, подчинении Пиньероля в 1630-м. В бою при Вейяне во главе своего полка сдерживал натиск испанцев, пока на помощь не подошел герцог Монморанси. Также отметился при атаке Кариньянского моста.
В ходе Лотарингской войны в 1632 году сражался с герцогом д'Эльбёфом при Ремулене.
18 июля 1633 по рекомендации кардинала Ришельё был назначен генеральным наместником городов, цитаделей и замков Стене, Дёна и Жамеца в Лотарингии, и бальи Стене, и в тот же день получил патент на формирование роты из двухсот человек, которые должны были там стать гарнизоном. В том же году участвовал во взятии Сен-Мишеля, Люневиля и Нанси.
Назначенный 18 апреля 1634 командовать в превотстве Стене, в городе, бальяже и превотстве Дён-сюр-Мёз, 1 июня, после отставки графа де Шарлюса, получил вторую французскую роту королевской гвардии (позднейшую Бово). В том же году стал государственным советником, и в сентябре отказался от командования полком.
После вступления Франции в Тридцатилетнюю войну 18 февраля 1636 был произведен в лагерные маршалы. В этом чине воевал под командованием графа де Суассона. Взял Шованси в Люксембурге. Под Ивуа, командуя авангардом, с семью сотнями пехоты сдерживал атаки 9000 польской кавалерии и хорватов, и отступил в полном порядке. Его лошадь получила девять пуль, и, наконец, пала под ним.
Когда испанская армия принца Томаса, Пикколомини и Яна ван Верта вторглась в Пикардию, Бетюн отразил испанцев в проходе Бре, после чего по приказу короля с двумя полками подал помощь Амьену и Абвилю на виду у кардинала-инфанта и его 40-тыс. войска. 30 августа, после отставки маршала Брезе, 30 августа 1636 стал губернатором Кале и завоеванных областей.
В 1638 году взял замок Рюминген и участвовал в осаде Сент-Омера. В 1641 году провел большой конвой в лагерь под Эром. 1 февраля 1642, после смерти сьёра де Сен-Римье, был назначен губернатором форта Ньёле. Сопровождал короля при осаде Перпиньяна.
По патенту от 22 февраля 1644 сформировал пехотный полк из пятнадцати рот по семьдесят человек для пополнения гарнизона Кале, и отправился на осаду Гравелина.
В 1648 году впал в немилость, отказавшись занять место маркиза де Жьевра, капитана королевской гвардии, которого Мазарини собирался сместить. 17 августа у него отобрали командование собственной гвардейской ротой. 9 ноября 1649 был восстановлен в должности.
20 сентября 1650 произведен в генерал-лейтенанты, участвовал в прорыве осады Гиза эрцгерцогом Леопольдом, взятии Ретеля и Ретельском сражении.
3 февраля 1651 получил патент, гарантировавший титулы герцога и пэра Франции.
В 1654 году внес вклад во взятие форта Филипп и снятии осады Арраса, которую испанцы пытались предпринять. Кале, лишившийся значительной части гарнизона, брошенной под Аррас, был в 1657 году атакован испанцами, проникшими до барьера на контрэскарпе. Граф де Шаро, располагавший довольно слабыми силами, сумел внезапным ударом отбросить противника, бросившего свои повозки.
31 августа 1661 пожалован в рыцари орденов короля.
В 1667 году сопровождал короля при осаде Лилля.
Жалованной грамотой, данной в Версале в марте 1672, земля Шаро была возведена в достоинство герцогства-пэрии. Парижский парламент зарегистрировал его только 9 августа 1690, но Луи принял титул герцога де Бетюн-Шаро.
Вместе с сыном в марте 1672 отказался от гвардейской роты и 1 апреля получил генеральное наместничество в Пикардия, Булонне и завоеванных областях, вакантное с 1653 года, после смерти герцога де Шона, и с передачей по наследству сыну.
Умер 20 марта 1681 и был погребен в церкви фейянов в Париже.

## Семья
Жена (28.2.1639): Мари Л'Эскалопье (ум. 1687), дочь Жана Л'Эскалопье, члена Государственного и Тайного советов, президента Парижского парламента, и Марты Гоблен
Дети:
- герцог Луи-Арман де Бетюн-Шаро (1640—1.04.1717). Жена (22.02.1657): Мари Фуке (1640—14.04.1716), дочь Никола Фуке, виконта де Мелёна и Мо, сюринтенданта финансов, и Луизы Фуше, дамы де Кейяк
- Луиза-Анна (ок. 1643—14.09.1666). Муж (19.04.1665): Александр-Гийом де Мелён (1619—16.02.1679), принц Эпинуа